# Monteroduni
Monteroduni est une commune italienne de la province d'Isernia dans la région Molise en Italie.

## Administration
| Période                                  | Période | Identité | Étiquette | Qualité |
| ---------------------------------------- | ------- | -------- | --------- | ------- |
|                                          |         |          |           |         |
| Les données manquantes sont à compléter. |         |          |           |         |

### Hameaux
Sant'Eusanio

### Communes limitrophes
Capriati a Volturno, Colli a Volturno, Gallo Matese, Longano, Macchia d'Isernia, Montaquila, Pozzilli, Sant'Agapito